# Кунаев, Вячеслав Михайлович
Вячеслав Михайлович Кунаев (23 декабря 1976, Ленинград) — российский биатлонист, призёр этапов Кубка мира, призёр чемпионата России; чемпион Европы среди юниоров. Мастер спорта России международного класса. Также выступал за команду Беларуси.

## Биография
Занимался биатлоном с 1990 года. Воспитанник петербургского УОР № 2, тренеры — Кучеров Д. А., Лалым Н. С. Представлял Санкт-Петербург и команду Российской армии. По другим данным, воспитанник СК «Уран» г. Дзержинска Нижегородской области. Окончил Государственный университет физической культуры в Санкт-Петербурге (2002).
В 1996 году стал победителем в эстафете на чемпионате Европы среди юниоров в Италии в составе сборной России.
В январе 1999 года одержал победу в спринте на соревнованиях «Ижевская винтовка», тем самым прошёл отбор в состав сборной России. Уже через несколько дней, 8 января 1999 года дебютировал на Кубке мира на этапе в Оберхофе и занял 34-е место в спринте. В своей третьей гонке, 10 января 1999 года впервые попал на подиум, заняв второе место в эстафете. Всего в Кубке мира в составе сборной России выступал в весенней части сезона 1998/99 и осенней части сезона 1999/00. Лучший результат в личных дисциплинах — восьмое место в гонке преследования в марте 1999 года в Хольменколлене. В командных видах ещё один раз попадал на пьедестал, став вторым в эстафете на этапе в Поклюке в декабре 1999 года.
Участник чемпионата мира 1999 года в Хольменколлене, где стартовал только в индивидуальной гонке и занял шестое место.
На внутренних соревнованиях становился призёром чемпионата России, в частности в 1999 году — серебряным в гонке преследования и бронзовым в эстафете.
В конце сезона 2000/01 выступал на Кубке мира за сборную Беларуси на этапе в Хольменколлене, но принял участие лишь в двух гонках — в спринте финишировал 55-м, а в гонке преследования отстал на круг.
В общем зачёте Кубка мира в сезоне 1998/99 занял 34-е место, в двух следующих сезонах не набирал очков.